# James Jamerson
James Jamerson (* 29. Januar 1936 auf Edisto Island, South Carolina, USA; † 2. August 1983 in Los Angeles) war ein US-amerikanischer Bassist. Insbesondere war er einer der wichtigsten Studiomusiker des Detroiter Soul-Plattenlabels Motown Records.

## Leben
Jamerson begann mit dem Bassspiel während seiner High-School-Zeit in Detroit, zunächst als Kontrabassist, und spielte in der Detroiter Jazz-Szene. Aufgrund seiner hohen Begabung und Umtriebigkeit war er bald einer der gefragtesten Bassisten der Stadt. Dies führte seinen Weg dann auch zu Berry Gordys Label Motown Records, wo er 1964 als fester Studio-Bassist angestellt wurde. Die Studio-Band nannte sich The Funk Brothers, sie wurde als solche jedoch erst Jahrzehnte später – bereits nach Jamersons Tod – durch das Buch und den Film Standing in the Shadows of Motown bekannt.
Jamersons Arbeit bei Motown Records erklärt den oben genannten Gegensatz: Durch seine Position als gefragtester Studio-Bassist bei Motown kam es dazu, dass Jamerson auf unzähligen Erfolgen spielte – unter anderem von Marvin Gaye, Smokey Robinson, the Supremes (Baby Love) und Stevie Wonder – und durch sein innovatives, einzigartiges Bassspiel die Songs der Stars entscheidend prägte. Seine Basslinien, inzwischen hauptsächlich auf einem 62er Fender Precision Bass gespielt, wurden weltbekannt und hatten großen Einfluss auf die weltweite Entwicklung des Bassspiels. Eine Besonderheit seiner Spieltechnik war, dass er die Saiten nur mit einem Finger, dem Zeigefinger anschlug, was ihm den Spitznamen "The Hook" einbrachte.
Vielleicht das beste Zeugnis des Einflusses, den Jamerson auf die internationale Bassistenwelt gehabt hat, sind die zwei CDs der Bassschule Standing in the Shadows of Motown: Meister des Instruments wie John Entwistle, Rocco Prestia, Pino Palladino, John Patitucci, Paul McCartney, Marcus Miller und viele mehr haben es als Ehre empfunden, an dieser Bassschule mitwirken zu dürfen und daher ihre Dienste in Form von Aufnahmen Jamersonscher Basslinien kostenlos zur Verfügung gestellt.
All dieser posthumen Ehre zum Trotz war Jamerson zu Lebzeiten ein wenig bekannter Bassist. John Entwistle, Bassist der Gruppe The Who, beschreibt dies treffend, wenn er sagt, ihn habe all diese Musik begeistert, er habe aber den Namen Jamerson nie gehört. Für ihn war er „the guy who played bass for Motown“. Da Jamerson für Motown aufgrund seiner musikalischen Fähigkeiten nahezu unersetzlich geworden war und seine Verträge ihn an Motown banden, bestand Jamersons Leben, mit Ausnahme einiger Club-Auftritte in Detroit und Umgebung, fast nur noch aus Aufnahmesessions im Schatten der Stars. Zu der Zeit war es noch nicht einmal üblich, die einspielenden Musiker auf einer Platte namentlich zu erwähnen. Folglich war Jamerson während seiner Karriere ein nahezu Unbekannter.
1972 zog Motown nach Los Angeles und nahm die Funk Brothers, nicht zuletzt auch auf der Suche nach einem neuen Stil, nicht mit. James Jamerson arbeitete auch in L.A. eine Zeit lang als freier Musiker, aber seine Karriere war dem Ende nahe. Schon in Detroit hatte Jamersons starkes Alkoholproblem begonnen, welches er nie in den Griff bekam.
Sein Alkoholismus führte zu Einschränkungen seiner musikalischen Fähigkeiten, was ihn immer weniger Studiotermine bekommen ließ. Diese Probleme – der Verlust der langjährigen Weggefährten, der Funk Brothers, die unsichere und ungewohnte Jobsituation als freier Musiker, der ewig ausbleibende Ruhm und der Umzug in eine neue Stadt – ließen Jamerson noch mehr in seiner Sucht versinken. Nach einer Einlieferung in ein Krankenhaus aufgrund physischer und psychischer Probleme starb James Jamerson 1983, im Alter von 47 Jahren. Im Jahr 2000 wurde er in die Rock and Roll Hall of Fame aufgenommen.
Sowohl die Zeitschrift Rolling Stone als auch das Guitar World Magazin führen James Jamerson als den besten Bassisten aller Zeiten auf.

## Equipment
- Fender Precision Bass von 1957, „The Black Beauty“, wurde Jamerson gestohlen
- Fender Precision Bass von 1962, „The Funk Machine“, in dreifarbiger Sunburst-Lackierung, wurde ihm kurz vor seinem Tod gestohlen
- Kontrabass deutscher Marke, gekauft 1957 nach seinem Schulabschluss – der einzige Kontrabass, den er jemals besaß
- Achtsaitiger E-Bass der schwedischen Marke Hagstrom
- Ampeg „B-15“ Bass-Comboverstärker
- Verstärker der Marke Kustom mit einer 2x15"-Bass-Lautsprecherbox für große Auftritte